# Landtagswahlkreis Kitzbühel
Der Wahlkreis Kitzbühel (Wahlkreis 4) ist ein Wahlkreis in Tirol, der den politischen Bezirk Kitzbühel umfasst. Bei der Landtagswahl 2018 waren im Wahlkreis Kitzbühel 45.413 Personen wahlberechtigt, wobei bei der Wahl die Österreichische Volkspartei (ÖVP) mit 57,72 % als stärkste Partei hervorging. Die ÖVP hält seit der Landtagswahl das einzig Grundmandat im Wahlkreis Kitzbühel.

## Wahlergebnisse
| Landtagswahlen im Landtagswahlkreis Kitzbühel | Landtagswahlen im Landtagswahlkreis Kitzbühel | Landtagswahlen im Landtagswahlkreis Kitzbühel | Landtagswahlen im Landtagswahlkreis Kitzbühel | Landtagswahlen im Landtagswahlkreis Kitzbühel | Landtagswahlen im Landtagswahlkreis Kitzbühel | Landtagswahlen im Landtagswahlkreis Kitzbühel | Landtagswahlen im Landtagswahlkreis Kitzbühel | Landtagswahlen im Landtagswahlkreis Kitzbühel | Landtagswahlen im Landtagswahlkreis Kitzbühel |
| --------------------------------------------- | --------------------------------------------- | --------------------------------------------- | --------------------------------------------- | --------------------------------------------- | --------------------------------------------- | --------------------------------------------- | --------------------------------------------- | --------------------------------------------- | --------------------------------------------- |
| Wahltermin                                    | GM                                            |                                               | ÖVP                                           | SPÖ                                           | FPÖ                                           | GRÜNE                                         | FRITZ                                         | Sonstige                                      |                                               |
| 13. März 1994                                 |                                               | Stimmenanteile (%)                            | 45,75                                         | 21,35                                         | 17,65                                         | 8,88                                          | -                                             | 6,37                                          |                                               |
| 13. März 1994                                 | 3                                             | Grundmandate                                  | 1                                             | 0                                             | 0                                             | 0                                             | -                                             | 0                                             |                                               |
| 7. März 1999                                  |                                               | Stimmenanteile (%)                            | 49,88                                         | 21,01                                         | 20,38                                         | 6,22                                          | -                                             | 2,51                                          |                                               |
| 7. März 1999                                  | 3                                             | Grundmandate                                  | 1                                             | 0                                             | 0                                             | 0                                             | -                                             | 0                                             |                                               |
| 28. September 2003                            |                                               | Stimmenanteile (%)                            | 53,41                                         | 26,16                                         | 9,24                                          | 11,20                                         | -                                             | -                                             |                                               |
| 28. September 2003                            | 3                                             | Grundmandate                                  | 1                                             | 0                                             | 0                                             | 0                                             | -                                             | -                                             |                                               |
| 8. Juni 2008                                  |                                               | Stimmenanteile (%)                            | 42,68                                         | 16,35                                         | 12,40                                         | 7,47                                          | 19,03                                         | 2,08                                          |                                               |
| 8. Juni 2008                                  | 3                                             | Grundmandate                                  | 1                                             | 0                                             | 0                                             | 0                                             | 0                                             | 0                                             |                                               |
| 28. April 2013                                |                                               | Stimmenanteile (%)                            | 44,88                                         | 12,92                                         | 9,38                                          | 9,04                                          | 5,32                                          | 18,47                                         |                                               |
| 28. April 2013                                | 3                                             | Grundmandate                                  | 1                                             | 0                                             | 0                                             | 0                                             | 0                                             | 0                                             |                                               |
| 25. Februar 2018                              |                                               | Stimmenanteile (%)                            | 52,81                                         | 14,57                                         | 14,21                                         | 8,81                                          | 4,04                                          | 5,57                                          |                                               |
| 25. Februar 2018                              | 3                                             | Grundmandate                                  | 1                                             | 0                                             | 0                                             | 0                                             | 0                                             | 0                                             |                                               |
| 25. September 2022                            |                                               | Stimmenanteile (%)                            | 41,62                                         | 14,90                                         | 16,78                                         | 7,28                                          | 9,98                                          | 9,43                                          |                                               |
| 25. September 2022                            | 3                                             | Grundmandate                                  | 1                                             | 0                                             | 0                                             | 0                                             | 0                                             | 0                                             |                                               |